# Phoebe Holcroft-Watson
Phoebe Catherine Holcroft-Watson (St Leonards-on-Sea, 7 oktober 1898 – Eastbourne, 20 oktober 1980) is een Brits tennisspeelster.

## Loopbaan
Holcroft speelde elfmaal op Wimbledon, tussen 1923 en 1933.
In 1928 en 1930 won ze met het Britse team de Wightman Cup.
Holcroft was vooral succesvol in het damesdubbeltennis – zij won het US Open in 1929 en Wimbledon tweemaal, met Peggy Michell als dubbelspelpartner. Op Roland Garros won ze het dubbelspeltoernooi in 1928 met Eileen Bennett.

## Resultaten grandslamtoernooien
| Legenda | Legenda                          |
| ------- | -------------------------------- |
| g.t.    | geen toernooi gehouden           |
| l.c.    | lagere categorie                 |
| –       | niet deelgenomen                 |
| G       | uitgeschakeld in de groepsfase   |
| 1R      | uitgeschakeld in de eerste ronde |
| 2R      | uitgeschakeld in de tweede ronde |
| 3R      | uitgeschakeld in de derde ronde  |
| 4R      | uitgeschakeld in de vierde ronde |
| KF      | uitgeschakeld in de kwartfinale  |
| HF      | uitgeschakeld in de halve finale |
| F       | de finale verloren               |
| W       | het toernooi gewonnen            |
| w-v     | winst/verlies-balans             |

### Enkelspel
| toernooi        | 1923 | 1924 | 1925 | 1926 | 1927 | 1928 | 1929 | 1930 |
| --------------- | ---- | ---- | ---- | ---- | ---- | ---- | ---- | ---- |
| Australian Open | –    | –    | –    | –    | –    | –    | –    | –    |
| Roland Garros   | –    | –    | –    | –    | 3R   | 2R   | KF   | KF   |
| Wimbledon       | 2R   | 3R   | 1R   | 3R   | KF   | KF   | 3R   | 1R   |
| US Open         | –    | –    | –    | –    | –    | –    | F    | –    |

### Vrouwendubbelspel
| toernooi        | 1927 | 1928 | 1929 | 1930 | 1931 | 1932 | 1933 |
| --------------- | ---- | ---- | ---- | ---- | ---- | ---- | ---- |
| Australian Open | –    | –    | –    | –    | –    | –    | –    |
| Roland Garros   | F    | W    | HF   | HF   | –    | –    | –    |
| Wimbledon       | –    | W    | W    | 2R   | 3R   | HF   | 3R   |
| US Open         | –    | –    | W    | –    | –    | –    | –    |

### Gemengd dubbelspel
| toernooi        | 1928 | 1929 | 1930 |
| --------------- | ---- | ---- | ---- |
| Australian Open | –    | –    | –    |
| Roland Garros   | 2R   | KF   | HF   |
| Wimbledon       | –    | –    | –    |
| US Open         | –    | –    | –    |